# João Rocha
João António dos Anjos Rocha (Setúbal, 9 de julho de 1930 - Lisboa, 8 de março de 2013) foi um empresário e dirigente desportivo português, conhecido por ter sido o 32º presidente do Sporting Clube de Portugal, tendo tido o maior mandato da história do clube com 13 anos. O pavilhão desportivo do clube emprega o seu nome em homenagem, Pavilhão João Rocha.

## Biografia
João Rocha foi um empresário que chegou à presidência do Sporting Clube de Portugal a 7 de setembro de 1973, com o sonho de erguer uma grande obra que representasse uma viragem histórica na vida dos clubes portugueses, quando o clube vivia uma crise directiva, resultante do facto do presidente recentemente eleito Valadão Chagas ter ido para o Governo, deixando à frente do clube o seu vice Manuel Nazareth, que afirmou não desejar ser presidente do Sporting, por lhe faltar capacidade e tempo para o desempenho do cargo.
Durante a sua presidência foram realizados numerosos projetos empresariais, incluindo o primeiro projeto de clube-empresa em Portugal, aprovado pelos sócios em novembro de 1973, designado "Sociedade de Construções e Planeamento".
Em março de 1974, o Governo autoriza a Sociedade e a emissão de 2,5 milhões de acções de valor nominal de 100 escudos cada. Porém, a revolução de Abril deitaria por terra este projecto, mas não o entusiasmo de um presidente que se entregou totalmente ao clube durante os 13 anos que desempenhou funções, naquele que foi o mais longo mandato da história do Sporting Clube de Portugal.
Apesar do Sporting ser um clube que há muitos anos era dirigido por pessoas ligadas ao regime politico que governava Portugal e às elites do país, João Rocha conseguiu que o Sporting passasse com relativa tranquilidade pelo conturbado período que se seguiu à revolução de 25 de Abril de 1974, aproveitando bem o estado de graça em que vivia, depois de uma temporada em que o futebol do Sporting ganhou o Campeonato Nacional e a Taça de Portugal, e chegou às meias-finais da Taça das Taças.
João Rocha sempre foi um presidente presente e muito próximo dos atletas, dedicando-se especialmente ao futebol, onde ganhou três Campeonatos Nacionais, três Taças de Portugal e uma Supertaça, mas não esquecendo as outras modalidades, que muito dinamizou, contribuindo para um dos períodos mais ricos do Clube em termos de conquistas, que atingiram os impressionantes números totais de mais de 1200 títulos nacionais, 8 Taças dos Campeões Europeus de Corta-Mato, uma Taça dos Campeões Europeus de Hóquei em Patins, mais duas Taças das Taças de Hóquei em Patins e uma Taça CERS. Nessa altura, o basquetebol e o andebol leonino também viveram grandes momentos, e no ciclismo Marco Chagas ganhou duas Voltas a Portugal.
Nesse período o Sporting chegou a movimentar cerca de 15000 atletas em 22 modalidades, com particular destaque para a Ginástica, que atingiu os 3500 praticantes, entre os quais se destacou Rita Vilas Boas, que em 1987 conquistou uma Medalha de Bronze no Campeonato da Europa de Duplo Mini Trampolim.
Foi também nesta altura que Carlos Lopes e Armando Marques se tornaram nos primeiros atletas olímpicos do Sporting medalhados, com particular destaque para o primeiro, que à Medalha de Prata nos 10 mil metros dos Jogos Olímpicos de 1976 em Montreal, juntou a primeira Medalha de Ouro olímpica da história de Portugal, ao vencer em 1984 a Maratona em Los Angeles, estabelecendo um novo recorde olímpico, e ter sido três vezes Campeão do Mundo de Corta-Mato.
A 18 de outubro de 1984, João Rocha e Carlos Lopes foram recebidos na Casa Branca pelo presidente dos Estados Unidos, Ronald Reagan.
Apesar da obra notável realizada por João Rocha, no futebol nem sempre as coisas lhe correram bem, principalmente nas "guerras" que protagonizou contra um FC Porto emergente e com o seu líder Pinto da Costa, que custaram ao Sporting a perda de alguma influência no futebol português, e desgastaram muito o seu Presidente.
Assim, na véspera das comemorações do 80º aniversário do Sporting Clube de Portugal, o Presidente João Rocha anunciou que por motivos de saúde iria abandonar o Clube, que deixou em 3 de outubro de 1986 com 106954 sócios.
Foi distinguido com o Prémio Stromp por três vezes, a primeira em 1973 na categoria Sócio e as outras duas já como Dirigente, e com o Leão de Ouro em 1987. Foi também considerado Sócio de Mérito do Sporting Clube de Portugal.
Durante o período que ficou para a história do Sporting como o "Projecto Roquete", fez algumas criticas ao rumo seguido pelo Clube, embora nunca tenha manifestado vontade de constituir, ou mesmo de apoiar uma alternativa.
Numa Assembleia Geral realizada a 30 de setembro de 2012, foi aprovado por unanimidade a atribuição do nome de João Rocha ao futuro pavilhão do clube, projectado para ser construido junto ao Estádio José Alvalade. O Pavilhão João Rocha foi inaugurado a 21 de junho de 2017.
João Rocha faleceu a 8 de março de 2013, com 82 anos de idade.